# 駐日ケニア大使館
駐日ケニア大使館（スワヒリ語: Ubalozi wa Kenya nchini Japani、英語: Embassy of Kenya in Japan）は、ケニアが日本の首都東京に設置している大使館である。在東京ケニア大使館（スワヒリ語: Ubalozi wa Kenya nchini Tokyo、英語: Embassy of Kenya in Tokyo）とも。
1963年12月、ケニアが独立すると同時に日本は同国を主権国家として承認。1979年1月、駐日大使館が開設された。

## 所在地
| 日本語   | 〒152-0023 東京都目黒区八雲三丁目24-3     |
| 英語     | 3-24-3, Yakumo, Meguro-ku, Tokyo 152-0023 |
| アクセス | 東急東横線都立大学駅北口                  |

## 大使
2024年11月7日より、モイ・レモシラが特命全権大使を務めている。

## 著名な在勤者
- 菊池弥生 - NPO法人少年ケニヤの友理事、ナイロビ日本人学校教員、同校国際交流ディレクター

## ギャラリー

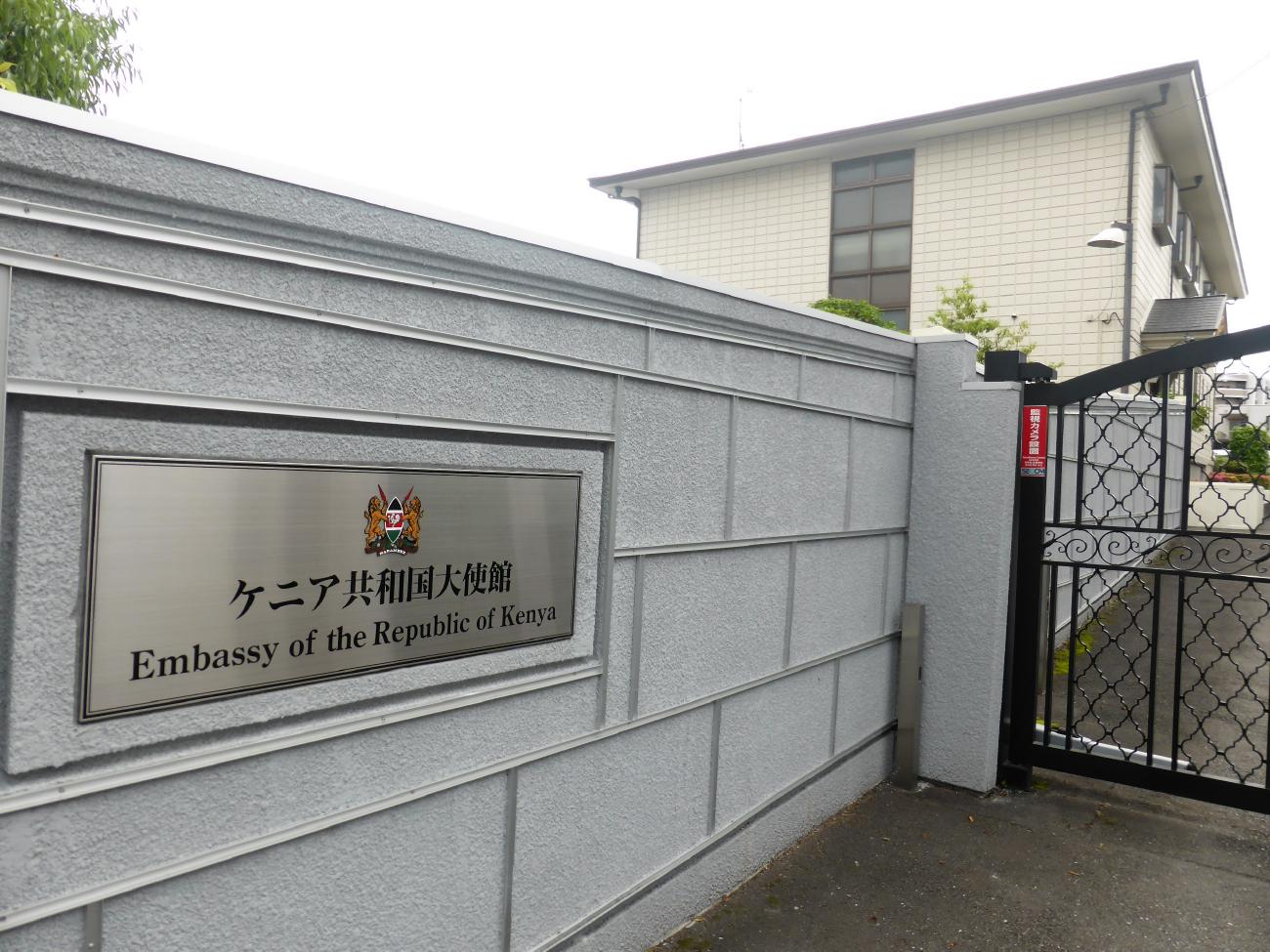
ケニア大使館プレート
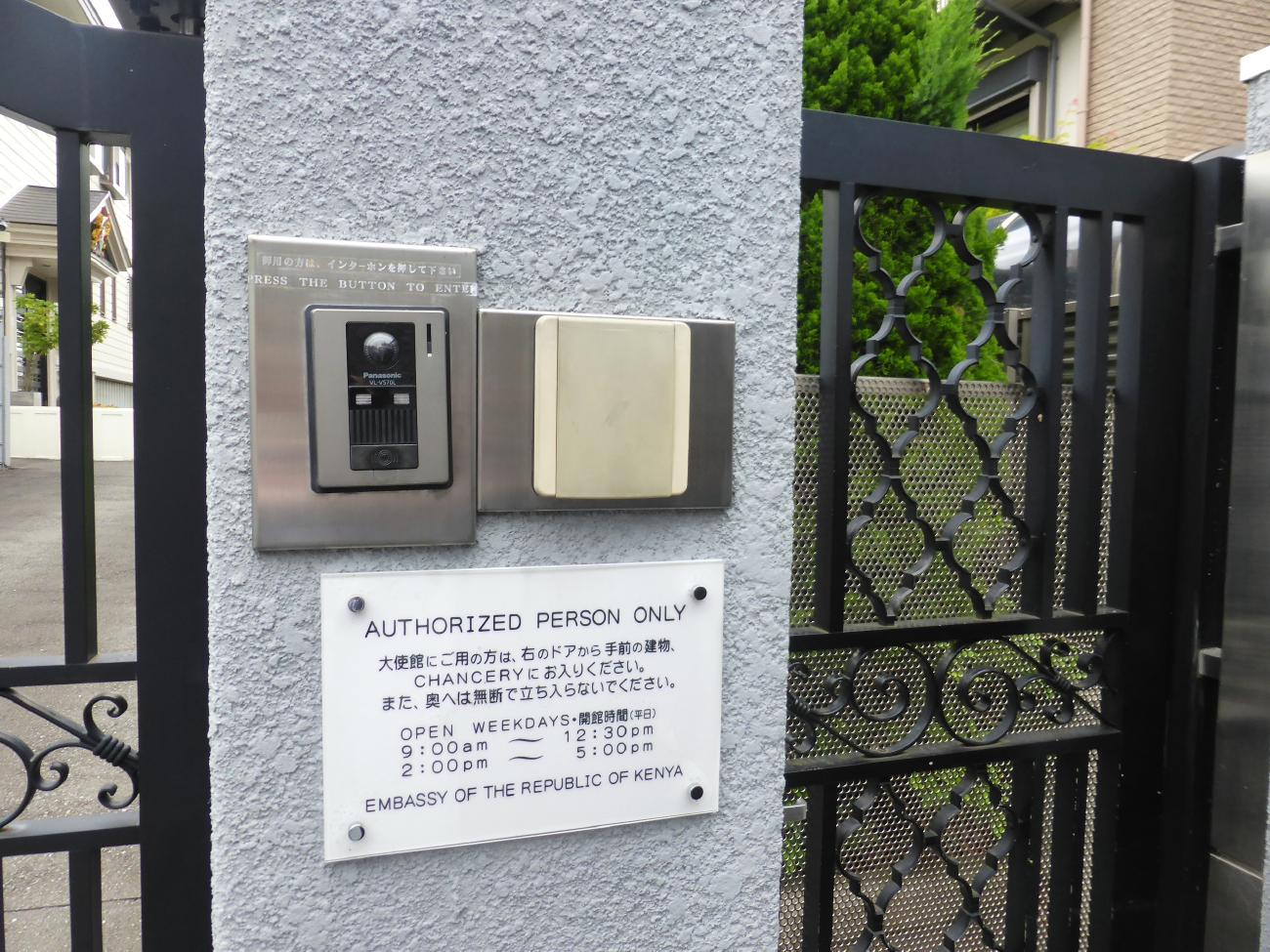
ケニア大使館開館時間
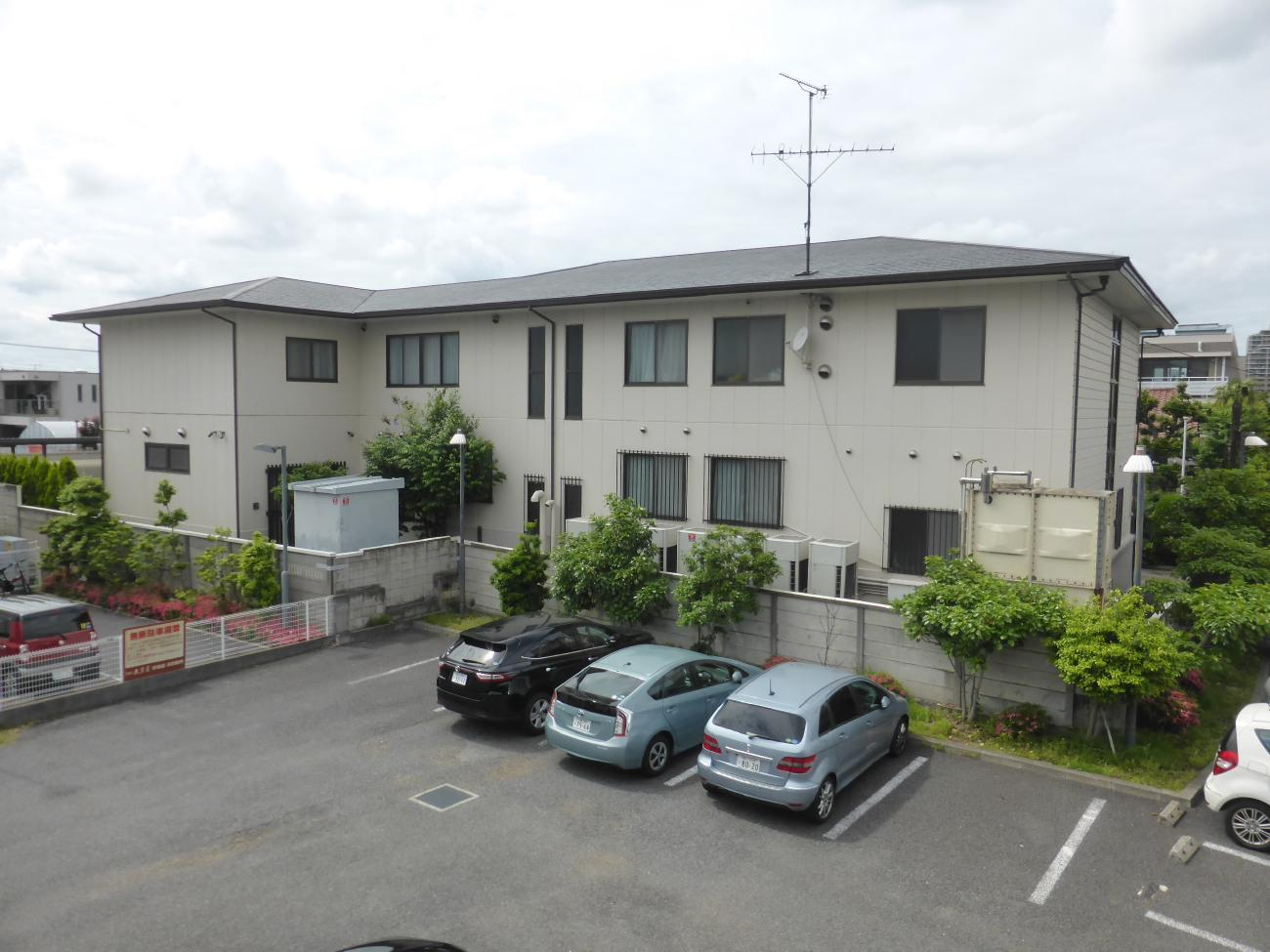
ケニア大使館全景